# Зегуин, Вольфганг
Во́льфганг Зе́гуин (нем. Wolfgang Seguin; род. 14 сентября 1945) — восточногерманский футболист, полузащитник. Участник ЧМ-1974. Обладатель Кубка кубков 1974, где в финальной игре против «Милана» забил гол. Рекордсмен ГДР — 529 игр, выходил на поле в 219 матчах высшей лиге ГДР подряд. Рекордсмен Магдебурга — 69 игр в кубке Германии. Бронзовый медалист Олимпиады 1972. Сейчас[когда?] работает коммерческим директором фирмы очистки одежды в Магдебурге.

## Достижения
- Рекордсмен «Магдебурга» по количеству сыгранных матчей: 529 матчей